# Championnat d'Uruguay de football 1957
Navigation
Édition précédente Édition suivante
La 55e édition du championnat d'Uruguay de football est remportée par le Club Nacional de Football. C’est le vingt-cinquième titre de champion du club, le troisième consécutif. Le Nacional l’emporte avec 3 points d’avance sur le Club Atlético Peñarol. Defensor Sporting Club complète le podium.
Un système de promotion/relégation est en place : le dernier du championnat est automatiquement remplacé par le premier du championnat Intermedia, la deuxième division uruguayenne. Racing Club de Montevideo est relégué en deuxième division et est remplacé par Institución Atlética Sud América.
Tous les clubs participant au championnat sont basés dans l’agglomération de Montevideo.
Walter Hernández (CA Defensor) termine avec 16 buts en 18 matchs meilleur buteur du championnat. 

## Les clubs de l'édition 1957
| \| Montevideo: · Danubio Fútbol Club · Club Atlético Cerro · Defensor · Nacional · Peñarol · Liverpool · Club Atlético Progreso · Rampla Juniors · Wanderers · Racing Club · Centro Atlético Fénix Montevideo \| Localisation des clubs engagés dans le championnat. |
| Montevideo: · Danubio Fútbol Club · Club Atlético Cerro · Defensor · Nacional · Peñarol · Liverpool · Club Atlético Progreso · Rampla Juniors · Wanderers · Racing Club · Centro Atlético Fénix Montevideo                                                           |

| Club                             | Stade | Capacité | Ville      |
| -------------------------------- | ----- | -------- | ---------- |
| Club Atlético Cerro              | -     | -        | Montevideo |
| Danubio Fútbol Club              | -     | -        | Montevideo |
| Defensor Sporting Club           | -     | -        | Montevideo |
| Centro Atlético Fénix            | -     | -        | Montevideo |
| Liverpool Fútbol Club            | -     | -        | Montevideo |
| Club Nacional de Football        | -     | -        | Montevideo |
| Club Atlético Peñarol            | -     | -        | Montevideo |
| Racing Club de Montevideo        | -     | -        | Montevideo |
| Rampla Juniors Fútbol Club       | -     | -        | Montevideo |
| Montevideo Wanderers Fútbol Club | -     | -        | Montevideo |

## Compétition

### Classement
Le classement est établi sur le barème de points suivant : victoire à 2 points, match nul à 1, défaite à 0.
| Rang | Équipe                      | Pts | J  | G | N | P | Bp | Bc | Diff |
| ---- | --------------------------- | --- | -- | - | - | - | -- | -- | ---- |
| 1    | Club Nacional de Football T | 24  | 18 | 9 | 6 | 3 | 30 | 14 | +16  |
| 2    | Club Atlético Peñarol       | 21  | 18 | 9 | 3 | 6 | 39 | 34 | +5   |
| 3    | Defensor Sporting Club      | 20  | 18 | 8 | 4 | 6 | 41 | 33 | +8   |
| 4    | Centro Atlético Fénix P     | 19  | 18 | 8 | 3 | 7 | 31 | 33 | -2   |
| 5    | Club Atlético Cerro         | 17  | 18 | 7 | 3 | 8 | 35 | 40 | -5   |
| 6    | Danubio Fútbol Club         | 16  | 18 | 5 | 6 | 7 | 22 | 22 | 0    |
| 7    | Montevideo Wanderers        | 16  | 18 | 5 | 6 | 7 | 23 | 24 | -1   |
| 8    | Liverpool Fútbol Club       | 16  | 18 | 7 | 2 | 9 | 25 | 29 | -4   |
| 9    | Rampla Juniors Fútbol Club  | 16  | 18 | 5 | 6 | 7 | 26 | 32 | -6   |
| 10   | Racing Club de Montevideo   | 15  | 18 | 5 | 5 | 8 | 21 | 32 | -11  |

| Légende : Qualifications et relégations | Légende : Qualifications et relégations |
| --------------------------------------- | --------------------------------------- |
|                                         | Champion d’Uruguay                      |
|                                         | Relégué en deuxième division            |
|                                         | T : Tenant du titre P : Promus          |

## Bilan de la saison
| Championnat d'Uruguay de football 1957 |                                       |
| Champion                               | Club Nacional de Football (25e titre) |
| Promotions et relégations              |                                       |
| Promus en Primera División             | Institución Atlética Sud América      |
| Relégués en Intermedia                 | Racing Club de Montevideo             |

## Statistiques

### Meilleur buteur
1. Walter Hernández (CA Defensor), 16 buts.